# Cabo Carbajal
Cabo Carbajal ist eine Landspitze an der Rymill-Küste des Palmerlands auf der Antarktischen Halbinsel. Sie liegt am Kopfende des Zonda-Gletschers.
Argentinische Wissenschaftler benannten sie. Der weitere Benennungshintergrund ist nicht überliefert.